# Heterocampa indeterminata
Heterocampa indeterminata är en fjärilsart som beskrevs av Walker 1865. Heterocampa indeterminata ingår i släktet Heterocampa och familjen tandspinnare. Inga underarter finns listade i Catalogue of Life.